# Pieter Steenwijck
Pieter Evertsz Steenwijck, auch Pieter van Steenwijck, Pieter (van) Steenwyck (* um 1615 in Delft; † nach 1656) war ein niederländischer Maler und Zeichner des Goldenen Zeitalters. Sein Werk war hauptsächlich durch das Genre der Stilllebenmalerei geprägt wie durch einige Stücke, die die Vanitas-Motivik rezipieren.

## Leben

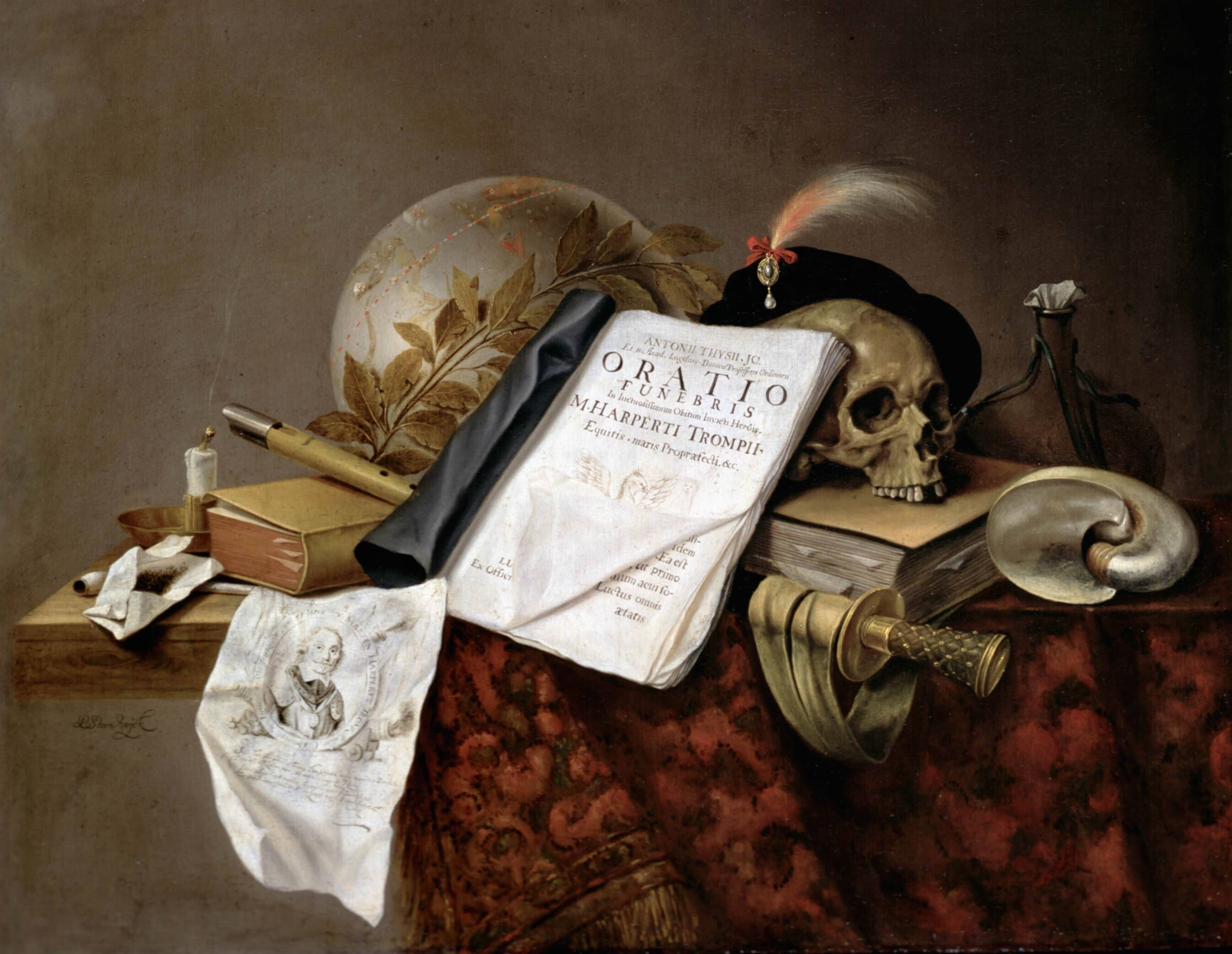
Vanitas-Stillleben auf den Tod von Maarten Tromp mit Symbolen auf sein Lebenswerk

Abgesehen von den Werken, ist zur Person Pieter Steenwijck und zu dessen Lebensdaten wenig gesichertes überliefert, sodass die Geburts- und Sterbedaten vergleichenden Schätzungen zugrunde liegen. Gesichert ist, dass Steenwijck einer Delfter Handwerkerfamilie entstammte. Sein Vater war Evert Harmensz der sich in Delft um 1595 als Optiker niederließ und ursprünglich aus Steenwijk stammte. Steenwijcks älterer Bruder war Harmen Steenwijck (1612 – nach 1656) der ebenfalls als Spezialist in der Stilllebenmalerei tätig war. Beide Brüder wurden durch ihren Onkel David Bailly in Leiden ausgebildet; Pieter in der Zeit von 1632 bis 1635. Nach der Ausbildungszeit kehrten sie nach Delft zurück und teilten sich Arbeit und Atelier.
Pieter war im Jahre 1642 ein Mitglied der bedeutenden Delfter Lukasgilde (Eintragung am 10. November) um im Jahre 1644 der Lukasgilde in Leiden beizutreten. In der Zeit zwischen 1652 und 1654 wirkte er in Den Haag. Ein Vanitas-Stillleben in Form einer Allegorie auf den Tod des Admirals Maarten Tromp ist im Museum De Lakenhal in Leiden ausgestellt.
Steenwijck muss noch im Jahr 1656 gelebt haben und als Künstler tätig gewesen sein, da ein letztes Werk, ein Vanitas-Stillleben (Leiden), in dieses Jahr datiert.